# Darkwood (издавачка кућа)
Darkwood је српска издавачка кућа која се бави продајом стрипова и графичких романа. Основана је 2001. године као стрипотека, а као издавачка кућа 2010. године. Тренутно има три локације: главна локација (Ломина бр. 5, Београд), „Северни Дарквуд” (Михајла Пупина 6, Нови Сад) и „Јужни Дарквуд” (Генерала Милојка Лешјанина 1, Ниш).

## Издања

### Стрипови и графички романи

#### Француско-белгијски, италијански и амерички стрипови
Тарзан
- Берн Хогарт
  - Тарзан међу мајмунима
  - Приче из џунгле
- Харолд Фостер
  - Тарзан Недељне колор табле: Први том (1931–1934)
  - Тарзан Недељне колор табле: Други том (1934–1937)

Мебијус
- Кита Махнита
- Арзак
- Херметичка гаража

Конан
- Конан хронике #1–6
- Конан: Дивљи мач Симерије #1–10
- Конан #0–4 („Рођен на бојном пољу,” „Кћи леденог дива и друге приче,” „Бог у здели и друге приче,” „Слонова кула и друге приче,” „Дворана мртвих и друге приче”)
- Краљ Конан (књига прва и књига друга)
- Варварске приче:
  - Конан: Црвена Соња
  - Конан Варварин: Скелесова књига
  - Конан Варварин: Клетва црног камена

Хулк
- Хулк Крај: Последњи Титан
- Планета Хулк
- Светски рат: Хулк
- Ултимативно: Вулверин против Хулка

Осветници
- Осветници: Грађански рат
- Осветници: Ултрон напада
- Осветници: Доба Ултрона
- Осветници: Тајна инвазија
- Осветници: Мрачна владавина
- Осветници: Опсада Асгарда
- Осветници / X-Мен: Утопија
- Осветници: Исконски страх

Супермен
- Супермен: Међу звездама
- Супермен: Царство твоје
- Супермен: Црвени Син

Бетмен
- Бетмен: Култ
- Бетмен: Лудница Аркам
- Бетмен: Црно и бело
- Бетмен: Вампир
- Бетмен: Џокер
- Бетмен: Дуга ноћ вештица
- Бетмен: Мук
- Бетмен: Луда љубав и друге приче
- Бетмен: Двор сова

Чудесна жена
- Чудесна жена: Хикетеја

Калвин и Хобс
- Незаобилазни Калвин и Хобс
- Неумољиви Калвин и Хобс
- Несвакидашњи Калвин и Хобс
- Калвин и Хобс: Напад изопачених мутираних убица монструозних снежних злица
- Калвин и Хобс: Дани су нам просто претрпани
- Калвин и Хобс: Мачји психо шуња се тихо
- Калвин и Хобс: Благо је свуда
- Калвин и Хобс: Ово је чаробан свет

Тинтин
- Књига 1:
  - Тинтин у земљи Совјета
  - Тинтин у Конгу
- Књига 2:
  - Тинтин у Америци
  - Фараонове цигаре
  - Плави лотос

Сребрни Летач
- Сребрни летач
- Сребрни летач: парабола
- Сребрни летач - Тмина иза звезда
- Сребрни летач - Препород

Геа 

Јулија (#1−44) 

Јулија: младост (#1−2) 

Лилит

Од сигнала до шума 

Пинокио 

Били Холидеј 

Бар код Џоа 

Гранвил 

Породичне вредности 

Окружен мртвима 

Проклети рат! 

Из пакла 

Сендмен 

Локот и кључ 

Ноје 

Ми3 

Град греха 

Сирочад 

Ејми Вајнхаус 

Паркер Ричарда Старка 

Породица Тарана 

Торгал 

Човек из Нове Енглеске 

Завршни Инкал 

Створење из мочваре 

Рокамболеска Сигмунда Фројда 

Рокамболеска Винсента Ван Гога 

Легионар 

Валентина 

Књиге магије 

Малци 

Колекционар 

Хелноар 

Дедпул 

Проповедник 

Атомика — Вог је црвен 

Спајдермен: Породична посла 

Доктор Стрејнџ: Победа и патња 

Корто Малтезе 

Скалпирани 

 

Лига правде 

Одисеје спознаје 

Кен Паркер 

Црне мисли 

Панишер 

Модести Блејз 

Мириклмен — Чудотворац 

Излетник 

Цица Дум Дум 

Морт синдер 

Породица Шпагети 

Торпедо 1972 

Хладан као лед 

Моћни Тор 

Књига о лавиринту 

Сара 

Нешто нам убија децу 

Свестан 

Све смрти Лејле Стар 

Асфалт блуз 

Сејач смрти 

7 смртних грехова 

Нестанак раја 

Фјури: прође мој рат 

Ракеташ 

Торпедо 1972: Ала то боли 

Пут 

Бродеков извештај 

Живот је борба 

Тенкача - Две Цуре Један Тенк 

Усамљена у средишту земље 

Тенкача - Злато 

Били Скот ће ослепети 

Моћни Ренџери / Нинџа Корњаче 

Етернаут 

#### Јапански стрипови
Џунџи Ито
- Узумаки: Спирала ужаса
- Гјо
- Томие
- Фрагменти страве
- Соићи
- Сензор
- Приче о планинским духовима
- Ремина
- Гранична зона
- Франкештајн (манга)

Масасуми Какизаки
- Скровиште
- Бестијаријус
- Зелена крв

Naruto — Дарквудова прва манга. 

Напад титана 

Бележница смрти (+ Бележница смрти: Кратке приче)

Дух у оклопу 

Убица демона 

Берсерк 

Дорохедоро 

Ранма ½ 

Fairy Tail 

### Романи
Франкенштајн или модерни Прометеј